# GWR-Klasse Firefly
Die Klasse Fire Fly war eine Baureihe von Breitspur-Dampflokomotiven mit der Achsfolge 1A1 für Schnellzüge der Great Western Railway.

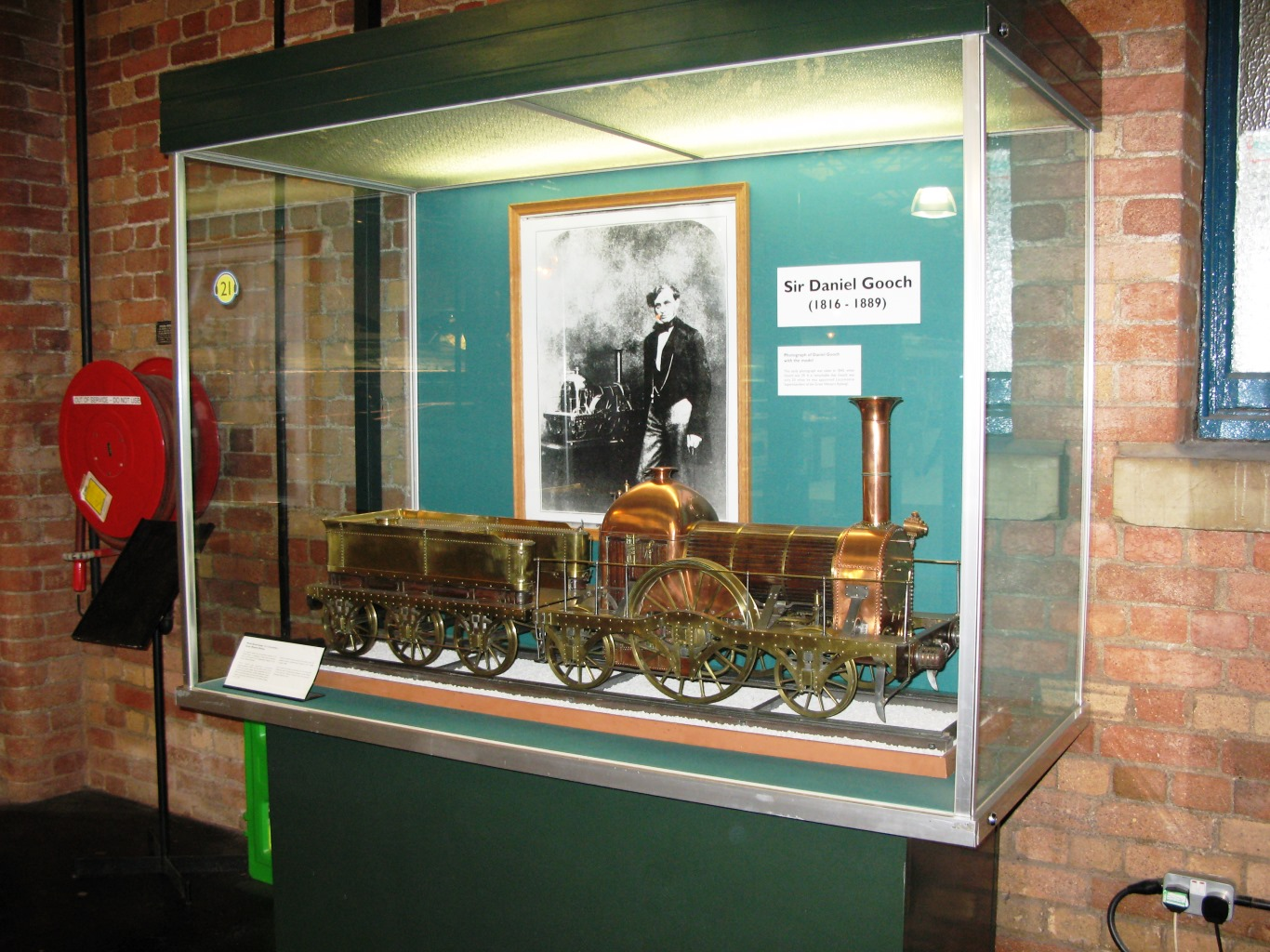
Modell der Firefly mit einem Foto von Daniel Gooch im National Railway Museum

Die Firefly war die erste von Sir Daniel Gooch entworfene Dampflokomotivbaureihe für die Great Western Railway. Sie  wurde erstmals 1840 nach dem Vorbild der bewährten, von Stephenson gelieferten GWR-Klasse Star gebaut. In der Folge wurden 61 weitere Maschinen dieser Bauart gefertigt. In Vergleichsfahrten zeigte sich die dieser Serie zugehörige Ixion größerer Geschwindigkeiten fähig als ihre Normalspur-Wettbewerber.
Ab 1865 wurde die Firefly-Klasse der Priam Class zugeordnet.
Die Außerdienststellung der ganzen Serie erfolgte zwischen Dezember 1863 und Juli 1879.
Eine originalgroße, betriebsfähige Replik der Firefly ist seit 2005 im Didcot Railway Centre zu sehen, wo sie auf einem kurzen Stück Breitspurstrecke fahren kann.